# Taleporia glabrella
Taleporia glabrella är en fjärilsart som beskrevs av Ferdinand Ochsenheimer 1816. Taleporia glabrella ingår i släktet Taleporia och familjen säckspinnare. Inga underarter finns listade i Catalogue of Life.